# Countdown 1992–1983
Countdown 1992-1983 es un disco recopilatorio de la banda Pulp. Fue lanzado el 22 de marzo de 1996 como doble CD. Incluye temas destacados de los tres primeros discos de la banda (It, Freaks y Separations), junto con sencillos no publicados en álbumes ("Little Girl With Blue Eyes" y "Dogs Are Everywhere") y caras B ("Death Goes to the Disco", "The Mark Of The Devil", "97 Lovers" and "Blue Glow"). El título es una referencia al sencillo "Countdown", por tanto, las canciones aparecen por orden cronológico inverso de 1992 a 1983. El álbum alcanzó el puesto #10 en el ranking del Reino Unido.

## Lista de canciones
Todas las letras escritas por Jarvis Cocker. Todas las canciones compuestas por Pulp, salvo las indicadas.

### Disco 1
1. "Countdown" (single version)
2. "Death Goes to the Disco"
  - Canciones 1-2 del sencillo "Countdown"
3. "My Legendary Girlfriend"
4. "Don't You Want Me Anymore?"
5. "She's Dead"
6. "Down by the River"
  - Canciones 3-6 del álbum Separations
7. "I Want You"
8. "Being Followed Home"
9. "Master of the Universe"
10. "Don't You Know"
11. "They Suffocate at Night"
  - Canciones 7-11 del álbum Freaks

### Disco 2
1. "Dogs Are Everywhere"
2. "The Mark of the Devil"
3. "97 Lovers"
  - Canciones 1-3 del sencillo "Dogs Are Everywhere"
4. "Little Girl (With Blue Eyes)"
5. "Blue Glow"
  - Canciones 4-5 del sencillo "Little Girl (With Blue Eyes)"
6. "My Lighthouse" (Jarvis Cocker, Simon Hinkler)
7. "Wishful Thinking" (Jarvis Cocker)
8. "Blue Girls" (Jarvis Cocker)
  - Canciones 6-8 del álbum It
9. "Countdown" (extended version)
  - Canción 9 del sencillo "Countdown"

- Datos: Q1941156